# Dervla McTiernan
Dervla McTiernan, née dans le comté de Cork en Irlande, est une romancière irlandaise, auteure de roman policier.

## Biographie
Dervla McTiernan fait des études de droit des sociétés à l'université nationale d'Irlande à Galway et à la Law Society of Ireland (en), et exerce la profession d'avocate pendant douze ans. À la suite de la crise financière mondiale de 2007-2008, elle  déménage avec sa famille en Australie-Occidentale, où elle travaille pour la commission de la santé mentale. 
En 2018, elle publie son premier roman, The Ruin, premier volume d'une série mettant en scène Cormac Reilly, un inspecteur de police à Galway. Avec ce roman, elle est lauréate du prix Barry 2019 du meilleur livre de poche et du prix Ned Kelly 2019 du meilleur premier roman.

## Œuvre

### Romans

#### SérieCormac Reilly
- The Ruin (2018)
- The Scholar (2019)
- The Good Turn (2020)

#### Autres romans
- The Murder Rule (2022)
- What Happened to Nina? (2024)

## Prix et distinctions

### Prix
- Prix Barry 2019 du meilleur livre de poche pour The Ruin[1]
- Prix Ned Kelly 2019 du meilleur premier roman pour The Ruin[2]
- Prix Thriller 2020 du meilleur livre de poche original pour The Scholar[3]
- Prix Barry 2022 du meilleur livre de poche pour The Good Turn[1]

### Nominations
- Prix Ned Kelly 2020 du meilleur roman pour The Scholar[1]
- Prix Ned Kelly 2021 du meilleur roman pour The Good Turn[2]
- Prix Thriller 2025 pour What Happened to Nina?[3]